# Elof Ericsson
Johan Elof Ericsson (i riksdagen kallad Ericsson i Åtvidaberg), född 25 augusti 1887 i Trankils församling, Värmlands län, död 29 juni 1961 i Åtvids församling, Östergötlands län, var en svensk industriman och politiker (folkpartist). Han var far till Gunnar Ericsson.
Elof Ericsson, som kom från en arbetarfamilj, läste vid handelsläroverk och var sedan tjänsteman på olika företag i Värmland och Eskilstuna innan han slutligen blev disponent och verkställande direktör för AB Åtvidabergs industrier 1922–1952 och därefter styrelseordförande för Åtvidabergs AB. Han var ordförande i Träindustriförbundet 1941–1948 och var även ordförande i Svenska Fotbollförbundet 1937–1949.
Som disponent Åtvidabergs industrier var Ericsson ledamot i bestyrelsen för Sveriges deltagande i New York-utställningen 1939.
Trots att han var kandidat för Folkpartiet i riksdagsvalet 1936 utsågs han till handelsminister (formellt opolitisk) i Pehrsson-Bramstorps bondeförbundsregering som satt sommaren 1936. Han var senare riksdagsledamot 1940–1943 i andra kammaren för Östergötlands läns valkrets. I riksdagen var han bland annat ordförande för 1940 års tredje tillfälliga utskott. Som riksdagsledamot verkade han bland annat i ekonomisk-politiska frågor.
Sonen Gunnar Ericsson tog över ledningen för Facit och var liksom sin far ordförande för Svenska Fotbollförbundet och ÅFF samt riksdagsledamot.

## Utmärkelser
- Kommendör med stora korset av Nordstjärneorden, 6 juni 1958.[2]
- Kommendör av första klassen av Vasaorden, 6 juni 1940.[3]